# Дипломатика
Дипломатика — спеціальна історична дисципліна, що вивчає надходження, форму, зміст, функціонування, історію створення тексту, архівну долю документа; галузь джерелознавства.

## Опис
З латини дипломатика — це те, що відноситься до дипломатів. Назву дисципліні дала праця Жана Мабільона 1681 року. Дипломатика неможлива без герменевтики (аналіз змісту документа). Зародження дипломатики як науки почалося у епоху пізнього середньовіччя.
Дипломатика дисципліна, яка вивчає структуру урядових та нотаріальних юридичних документів. Вона тісна пов'язана з архівом. Завданням дипломатики є аналіз автентичності документів, базою, яких виступають формальні елементи, що містять палеографічну структуру та правову форму документу. Таким чином походження можна простежити до сімнадцятого століття, хоча сьогодні дипломатика містить різні аспекти документального аналізу, головною метою яких, є каталогізація та стандартизація її документальних видів.

## Історія
Дипломатика як наука, була винайдена монахами-єзуїтами з Франції приблизно 1643 р. з метою перевірки справжності стародавніх документів Святого Престолу, Життя Святих, дипломів та інших документів, які піддавалися скрупульозному аналізу духовенства. Сумнів щодо методу, застосованого єзуїтами, висловили представники Бенедиктинського ордену, завдяки цьому світ побачив публікацію першої великої роботи історії дипломатики «De re Diplomatica libri Sex», що вийшла друком 1681 р.
Автор, Жан де Мабільйон в цій праці намагався віднайти стандарти, з якими можна було б прочитати документи і таким чином встановити їхню автентичність, використовуючи прийоми палеографії та церковного права.
Завданням дипломатики є аналіз та критичний розгляд різного виду документів. Майже кожний адміністративний акт являє собою юридичний документ, який вивчає його формальні аспекти, причини, та автентичність. Важливо пам'ятати, що адміністративний акт вимагає зміст. Формальні аспекти документів аналізуються за допомогою дипломатики, яка здатна дати критичну оцінку щодо правдивості їхнього походження. Дипломатика зосереджує увагу над питанням автентичності, контексту, хронології (актуальність дати) і структури документів.
Таким чином, даючи відповіді на ці запитання дипломатика виступає спеціальною історичною дисципліною, яка допомагає відповісти на запитання важливі для більш обширного та об'єктивного висвітлення історії.